# Zingiber gracile
Zingiber gracile là một loài thực vật có hoa trong họ Gừng. Loài này được William Jack miêu tả khoa học đầu tiên năm 1820.
Tên gọi địa phương tại Mallacca là mempoyang.

## Mẫu định danh
Mẫu định danh: Curtis C. s.n.; thu thập tháng 4 năm 1890 ở tọa độ khoảng 5°24′0″B 100°14′20″Đ / 5,4°B 100,23889°Đ, tại một thác nước trên đảo Penang, bang Penang, Malaysia. Mẫu neotype (lectotype) được lưu giữ tại Vườn Thực vật Singapore (SING). Không còn mẫu xác thực của Jack đối với loài này.
Các mẫu khác gồm có Burkill 16141, Fox 12708, Foxworthy & Burkill s.n. (tháng 11 năm 1921), Mohd. Shah 2460, Ridley 1640, Ridley 7235, Ridley 12700. Các mẫu King's Coll. 7954, Hullett's 854 mà Baker (1892) đề cập có lẽ là Z. elatius và Z. aurantiacum.

## Lịch sử phân loại
Ridley (1899) bổ sung vào mô tả Z. gracile của Jack và thêm một thứ là Z. gracile var. elatior. Holttum (1950) công nhận 4 thứ của Z. gracile là Z. gracile var. gracile (nguyên chủng), Z. gracile var. elatior, Z. gracile var. aurantiacum, Z. gracile var. petiolatum; nhưng Theilade (1998) đã nâng cấp 3 thứ đề cập sau thành 3 loài độc lập, tương ứng là Z. elatior, Z. aurantiacum và Z. petiolatum; với kích thước tổng thể của các loài này là lớn hơn so với Z. gracile.
Schumann (1904) xếp Z. gracile trong tổ Lampugium (= Zingiber). Thuộc nhóm Zingiber gracile trong tổ Zingiber, bao gồm Z. aurantiacum, Z. elatius, Z. gracile, Z. kelantanense, Z. petiolatum, Z. raja, Z. singapurense và Z. sulphureum.

## Phân bố
Loài này có tại Malaysia bán đảo; với các hồ sơ ghi chép về sự hiện diện tại Myanmar, Việt Nam và Thái Lan (trừ khu vực cực nam Thái Lan) và đảo Sumatra (Indonesia) là đáng nghi vấn, do Z. gracile và các loài có quan hệ họ hàng gần trong tổ hợp Z. gracile là cây thảo thường xanh, trong khi 3 quốc gia nghi vấn trên đây có khí hậu gió mùa, không phù hợp với cây thảo thường xanh. Theilade (1998) cho rằng loài này có tại các bang Penang, Johor, Malacca, Pahang, Perak, Selangor.

## Mô tả
Các mô tả của Baker (1892), Ridley (1899), Schumann (1904) và Holttum (1950) dường như là sự pha trộn các đặc trưng của 4 loài theo nghĩa của Theilade (1998).
Mô tả dưới đây lấy theo Jack (1820), Holttum (1950, phần dạng điển hình) và Theilade (1998):
Thân mọc thẳng đứng, hơi uốn ngược, thuôn tròn và nhẵn, cao 60–100 cm. Lá ~8, mọc so le, gần như không cuống trên bẹ của nó, thuôn dài-hình mác rộng tới hình mác, hình trứng-hình mác, dài 15-18(-25) cm, rộng 4 cm, đỉnh thon nhỏ nhọn thon, đáy hẹp hình nêm, nguyên, mặt trên nhẵn nhụi, bóng, mặt dưới và gân giữa hơi có lông tơ hay lông lụa, màu xanh lục từ nhạt đến tươi. Các bẹ nhẵn, với lưỡi bẹ 2 thùy, dài 1,5-1,8 cm, rất mỏng, khô xác, với các đốm đen, thường xé rách ở rìa. Cán hoa thẳng đứng, cao 10–30 cm, được các bẹ so le màu từ hồng tươi đến đỏ thắm bao bọc. Cành hoa bông thóc thuôn dài-hình trụ, thuôn dài, thanh mảnh, ~15 × 1,5 cm, nhiều màu sắc, với các lá bắc xếp lợp. Lá bắc hình trứng nhọn, 3,5-5 × 2 cm, màu từ hồng tươi tới da cam khi non, sau chuyển thành đỏ tươi hay đỏ thắm, ngắn hơn hoa, có lông tơ, đỉnh nhọn. Lá bắc trong (lá bắc con) hay tổng bao bao quanh đáy mỗi hoa, dài 1,8-2,5 cm, mỏng, ngắn hơn đài hoa. Đài hoa dài 2,5–3 cm, chỉ khoảng một nửa chiều dài tràng hoa, dạng màng, cong, chẻ một bên. Tràng hoa dài 6 cm, màu trắng ánh vàng tới màu kem, 3 thùy, mỗi thùy dài 1,5–2 cm; các phần nhọn thon, phần trên dài hơn và nằm đè lên; phiến trong dài tới 6 cm, một cánh môi; cánh môi 3 thùy, thùy giữa dài 2,2 cm, đỉnh tù hoặc chẻ đôi, với các mép đảo ngược; các thùy bên dài 0,2 cm, hình xoan. Bao phấn kết thúc bằng một sừng uốn cong vào. Phấn hoa hình cầu, có vân nổi như vỏ não. Bầu nhụy 3 ngăn. Vòi nhụy hình chỉ, dài hơn sừng của bao phấn, được 2 thể nhỏ thẳng ôm ở đáy. Quả nang dài 2,5 cm, nhẵn nhụi. Hạt nhiều, màu nâu hạt dẻ.